# Рока, Хулио Архентино Паскуаль
Хулио Архентино Паскуаль Рока-и-Фунес (англ. Julio Argentino Pascual Roca y Funes; 17 мая 1873 — 8 октября 1942) — аргентинский политик и дипломат.
Был рожден в семье Клары Фюнес и генерала Хулио Рока, который впоследствии станет президентом Аргентины и будет доминировать в национальной политике поколения 80-х. Хулио Архентино Паскуаль Рока получил юридическое образование в университете Буэнос-Айреса в 1895 году, работал в аргентинской палате депутатов в провинции Кордова с 1904 по 1916 год, и в Аргентинском Сенате с 1916 по 1922 год. Затем он был избран губернатором Кордовы, в должности которого находился с 1922 по 1925 год. После всеобщих выборов 1931 года был избран на должность вице-президента на посту которого находился с 1932 по 1938 год при президенте Агустине Хусто.
На должности вице-президента Хулио Архентино Паскуаль Рока запомнился в основном в качестве соавтора соглашения Рока-Ренсимена, подписанного с Великобританией в феврале 1933 г. в целях укрепления торговых и финансовых связей между двумя странами. Преемник Хусто Роберто Мария Ортис, в 1938 г. назначил Рока послом в Бразилии, а позже, в 1940 г., министром иностранных дел. В следующем году Рока ушёл в отставку, и умер в Буэнос-Айресе в 1942 году.

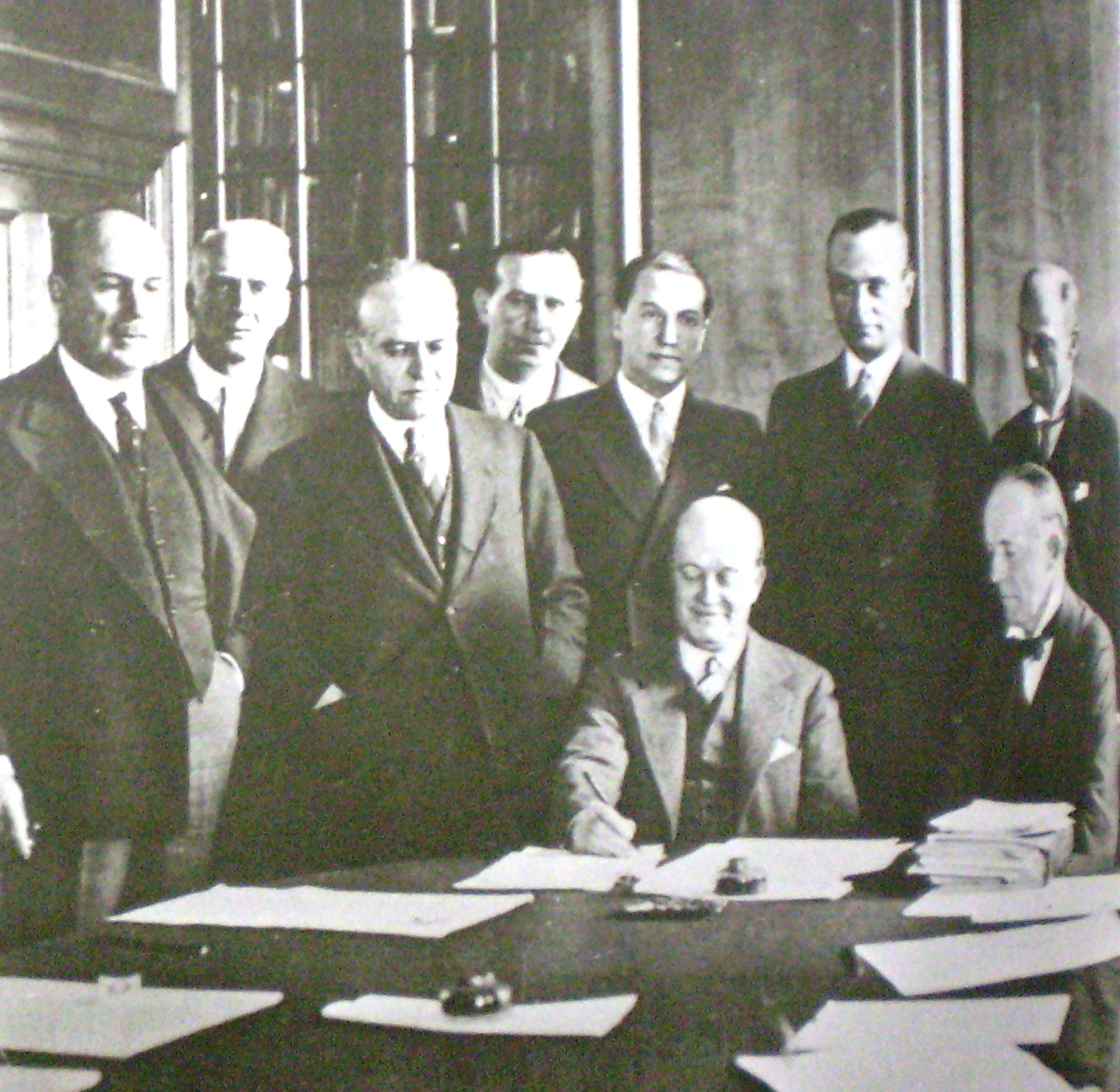
Вице-президент Рока (сидит второй справа) подписывает соглашение Рока-Ренсимена.